# كيربي ديك
كيربي ديك (بالإنجليزية: Kirby Dick)‏ هو كاتب سيناريو ومنتج أفلام ومخرج أمريكي، ولد في 23 أغسطس 1952 في فينيكس في الولايات المتحدة.

## وصلات خارجية
- الموقع الرسمي
- كيربي ديك على موقع IMDb (الإنجليزية)
- كيربي ديك على موقع ميتاكريتيك (الإنجليزية)
- كيربي ديك على موقع روتن توميتوز (الإنجليزية)
- كيربي ديك على موقع ألو سيني (الفرنسية)
- كيربي ديك على موقع أول موفي (الإنجليزية)
- كيربي ديك على موقع بوكس أوفيس موجو (الإنجليزية)
- كيربي ديك على موقع إن إن دي بي (الإنجليزية)
- كيربي ديك على موقع قاعدة بيانات الفيلم (الإنجليزية)
- كيربي ديك على موقع كينوبويسك (الروسية)